# Adalbert II. (Burchardinger)
Adalbert II. war 854/85 Graf im Alpgau, 855/93 Graf im Thurgau, 868/89 Graf im Osten der Bertoldsbaar, 882/88 Graf im Hegau, 882 Graf im pagus Untersee. Er baute in Rätien die Hausmacht konsequent aus, stand gegen die Bischöfe von Chur und Konstanz und war eine wichtige Stütze der Karolinger gegen Hoch-Burgund.
Adalbert begünstigte das Kloster Rheinau und erwarb von ihm italienischen Besitz. Er soll ein Enkel Hunfrids I. gewesen sein, ein Sohn von Adalbert I. Das Interesse an Gütern in Italien dürfte durchaus auch auf den Enkel Burchard II. übergegangen sein, der 926 mit seinem Schwiegersohn König Rudolf II. von Hoch-Burgund nach Italien zog und dort ums Leben kam.

## Besitzungen und Urkunden
Er war ein Cousin des Laienabtes Gozpert von St. Gallen und ein Gesandter des Königs bei Tauschhandlungen 876 in Eschenz und 878 in Hagin (wohl Haagen bei Lörrach) mit dem Auftrag, Königsgut zurückzuholen. Vermutlich hatte er den Tausch sogar vermittelt, denn seine Verwandtschaftsbeziehung zu Gozpert war zugleich eine solche zu Wolvene. Der Graf erhielt von Rheinau im Gau Tortona Besitzungen für 100 Pfund, und Wolvene, der diese Summe übernahm, übergab dafür seiner Abtei Güter im Klettgau, in Altenburg und Lottstetten, dazu im Albgau die Weizener Kirche mit Zubehör, und was er in Mettingen und Bannholz innehatte, sowie seinen Besitz in Nußbaumen im Thurgau. Etwa zwei Jahre später (873/74) tauschte Adalbert mit Kloster Gavi (Italien) gegen Gurtweil im Albgau. In Gegenwart Adalberts hatte Abt Gozpert am 18. Juni 892 den Nordteil der Laufener Mark an Rheinau zurückgegeben.
Ohne dass seine Funktion genau erfasst wäre, scheint Adalbert im Jahr 877 bei einem Rechtsgeschäft des Felix- und Regulaklosters von Zürich (Fraumünster) beteiligt gewesen zu sein. In Cham am Zuger See schenkte die Königstochter Berta, die Äbtissin des Klosters, in Anwesenheit des Grafen Adalbert (ad presentiam Adalberti comitis) der monastischen Gemeinschaft Besitzungen im Elsaß, die sie von Lothar II. erhalten hatte.
Auch eine hagiographische Quelle bringt einen Grafen Adalbert mit Vorgängen südlich des Zürichsees in Verbindung. Nach der Vita S. Meginradi wurden die Mörder Meinrads, verraten durch die Raben des Heiligen, von den Richtern und dem christlichen Volk unter dem Grafen Adalbert (sub comite Adalberto) zum Tode durch Verbrennen verurteilt. Da das Martyrium des Einsiedler Zellengründers für 861 bezeugt ist, wird in der Vita Adalbert gemeint sein.
Als König Arnulf am 6. Januar 893 die von seinen Vorgängern verliehenen Rechte St. Gallens bestätigte, befahl er wahrscheinlich gleichzeitig den Großen Alemanniens, dem Kloster bei allen Streitigkeiten durch den gebannten Eid Recht zu schaffen und Opponenten vor das Königsgericht zu bringen. Unter den namentlich aufgeführten königlichen Zeugen (regni istius primates) steht ein Adalbertus an erster Stelle, eine Position, die wohl Adalbert „dem Erlauchten“, kaum schon dem jüngeren Adalbert (III) zukam.
Über die Verwandtschaft Adalberts wurde bereits gesagt, dass er zum Umkreis der Rheinauer Stifterfamilie gehörte; andererseits dürfte er mit den Udalrichingern versippt gewesen sein. Für diese Annahme sprechen der Besitz des Grafen im alpgauischen Gurtweil, wo auch Udalrich (V), der Gründer von Aadorf, begütert war, und Gedenkbucheinträge im Liber Memorialis von Remiremont sowie im Liber vitae von Brescia, in denen Adalbert und Udalrich (V) („der Jüngere“) nebeneinander anscheinend in einer Verwandtengruppe notiert sind. Adalbert hatte einen Sohn namens Burchard. Diesem Burchard schreibt die Forschung den ersten vergeblichen Versuch zu, das schwäbische Herzogtum wieder zu errichten. Der Bruder des Prätendenten, Adalbert (III), wird zurecht mit dem Nachfolger Adalberts im Thurgau gleichgesetzt; er ist somit auch als weiterer Sohn Adalberts zu betrachten. Burchards gleichnamigem Sohn gelang es 917 tatsächlich die Herzogswürde in Alemannien zu erlangen; deshalb darf Adalbert als Stammvater des Herzogsgeschlechts der Burchardinger gelten.

## Familie
⚭ N.N.
Kinder:
- Burchard I., 855/60-911
- Adalbert III., 911 hingerichtet
- Dietbirg (Theotberga) ⚭ Hucbald Graf von Dillingen - 909
- Manegold